# Marcel Reif

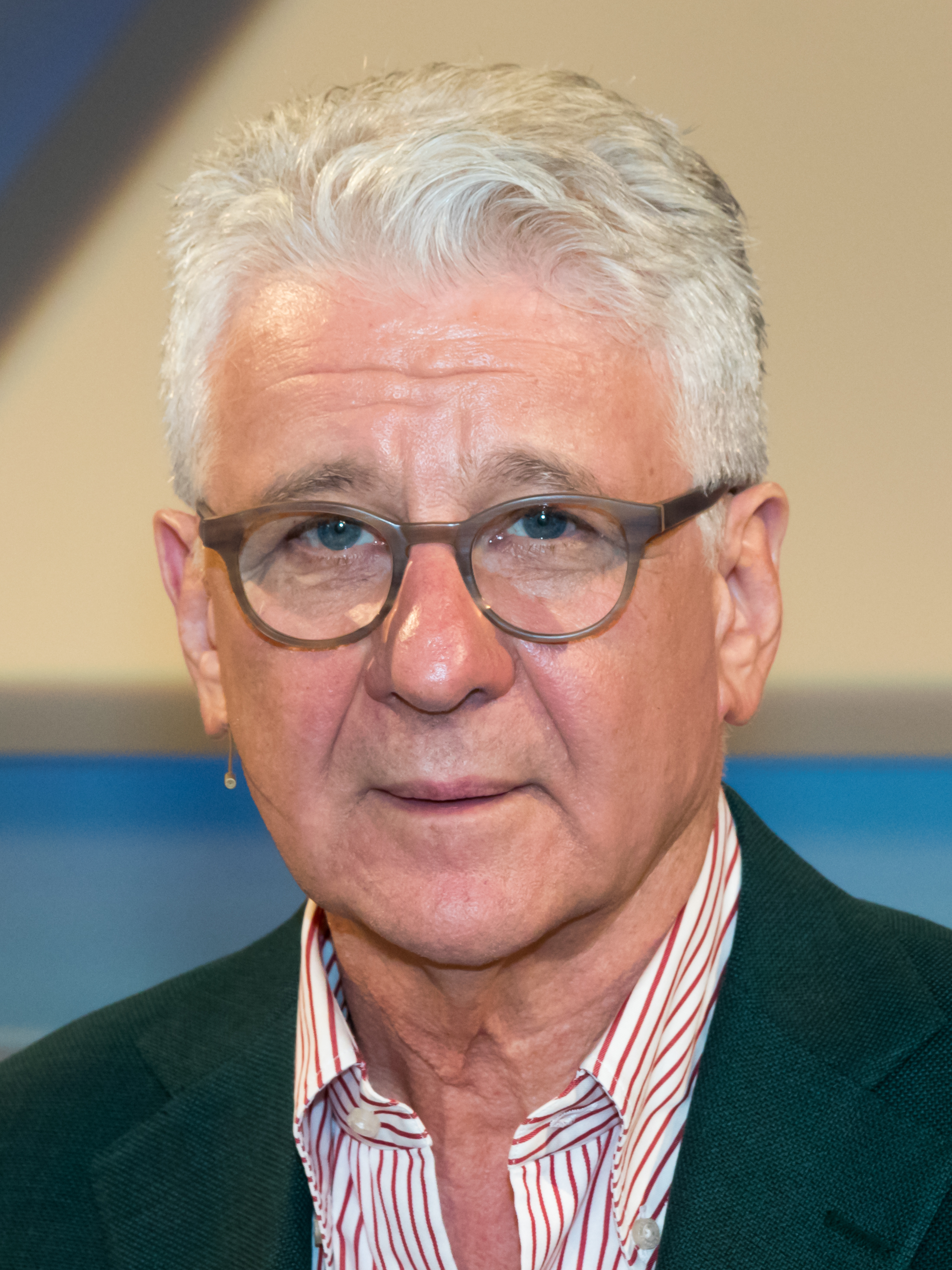
Marcel Reif (2019)

Marcel Reif (* 27. November 1949 als Marc Nathan Reif in Wałbrzych, Polen) ist ein Schweizer Sportjournalist und -kommentator.

## Leben

### Jugend
Reifs Mutter war eine schlesische, deutschstämmige Katholikin, sein Vater Leon polnischer Jude, der von Berthold Beitz vor der Ermordung durch die Nationalsozialisten gerettet wurde. Beitz holte ihn am Bahnhof von Boryslaw aus dem Zug, der ins KZ fuhr. Viele Verwandte Reifs – u. a. sein Grossvater – wurden im Holocaust ermordet. Sein Grossvater väterlicherseits war Möbelfabrikant in der Nähe von Lemberg. Infolge des nach dem Zweiten Weltkrieg neu aufkommenden Antisemitismus in Polen emigrierte seine Familie 1956 mit ihm aus Polen nach Israel. In Jaffa besuchte Reif die von den La-Salle-Brüdern geleitete katholische Privatschule Collège des Frères de Jaffa.
Als Reif acht Jahre alt war, zog seine Familie von Tel Aviv nach Kaiserslautern, da sein Vater eine Anstellung bei der Kaiserslautern Military Community der US-Streitkräfte gefunden hatte. Er begann nun, Deutsch zu lernen. Als Jugendlicher spielte er u. a. beim 1. FC Kaiserslautern Fussball, zunächst in der Innenverteidigung, später im offensiven Mittelfeld.

### Berufliche Laufbahn
Nach seinem Abitur in Heidelberg begann Reif an der Universität Mainz ein Studium der Publizistik, Politikwissenschaft und Amerikanistik, das er ohne Abschluss beendete. Neben dem Studium arbeitete er ab 1972 als freier Mitarbeiter in der politischen Redaktion des ZDF und wurde bald Reporter für die Sendungen heute und heute-journal. 1981 bis 1983 war er im Londoner ZDF-Büro tätig und wechselte 1984 ins Sport-Ressort. In seinen Anfangstätigkeiten in der ZDF-Sportredaktion als Reporter und Kommentator berichtete er über Fussball und Eishockey und war zunächst als Assistent von Kommentator Dieter Kürten tätig. 1991 war Reif Redaktionsleiter für den Sport-Spiegel. Seine letzte Tätigkeit für das ZDF war das Kommentieren des Finals der Fussball-Weltmeisterschaft 1994.
Ab der Saison 1994/1995 arbeitete er bei RTL. Er war Chefkommentator für Fussballspiele und kommentierte in der Sendung Anpfiff vor allem Spiele der UEFA Champions League. 1996 bis 1997 war er zudem Bereichsleiter für den Bereich Sport bei RTL, 1997 bis 1998 erneut Chefkommentator im Fussball bei RTL. Nachdem RTL 1999 die Übertragungsrechte an der Champions League überraschend an TM3 verloren hatte, wechselte Reif zum Sender Premiere, dem heutigen Sky Deutschland. Bis Ende 2013 schrieb er wöchentlich eine Kolumne für den Berliner Tagesspiegel am Sonntag.
Am 15. Januar 2016 bestätigte Reif gegenüber der Süddeutschen Zeitung, dass er seinen zum Saisonende auslaufenden Vertrag bei Sky Deutschland nicht verlängern werde. Seine Karriere als Kommentator beendete er mit dem Finale der UEFA Champions League 2016. Wolff-Christoph Fuss wurde sein Nachfolger.
Im Juni 2016 war er auf Sat.1 an der Seite von Moderator Frank Buschmann als Experte für die Europameisterschaft 2016 zu sehen. Reif kommentierte von 2018 bis 2021 beim Schweizer Pay-TV-Sender Blue + von Swisscom (ehemals Teleclub) die Spiele der Champions League und blieb dem Sender anschliessend als Experte erhalten.
Von 2016 bis 2021 war Reif einer der Experten in der Sport1-Fussball-Talkshow Doppelpass. Für die Bild-Zeitung betreibt er seit Februar 2020 den zweimal wöchentlich erscheinenden Podcast Reif ist live und kommentiert an der Seite von Sportchefredaktor Matthias Brügelmann einzelne Fussballspielübertragungen auf Bild live.

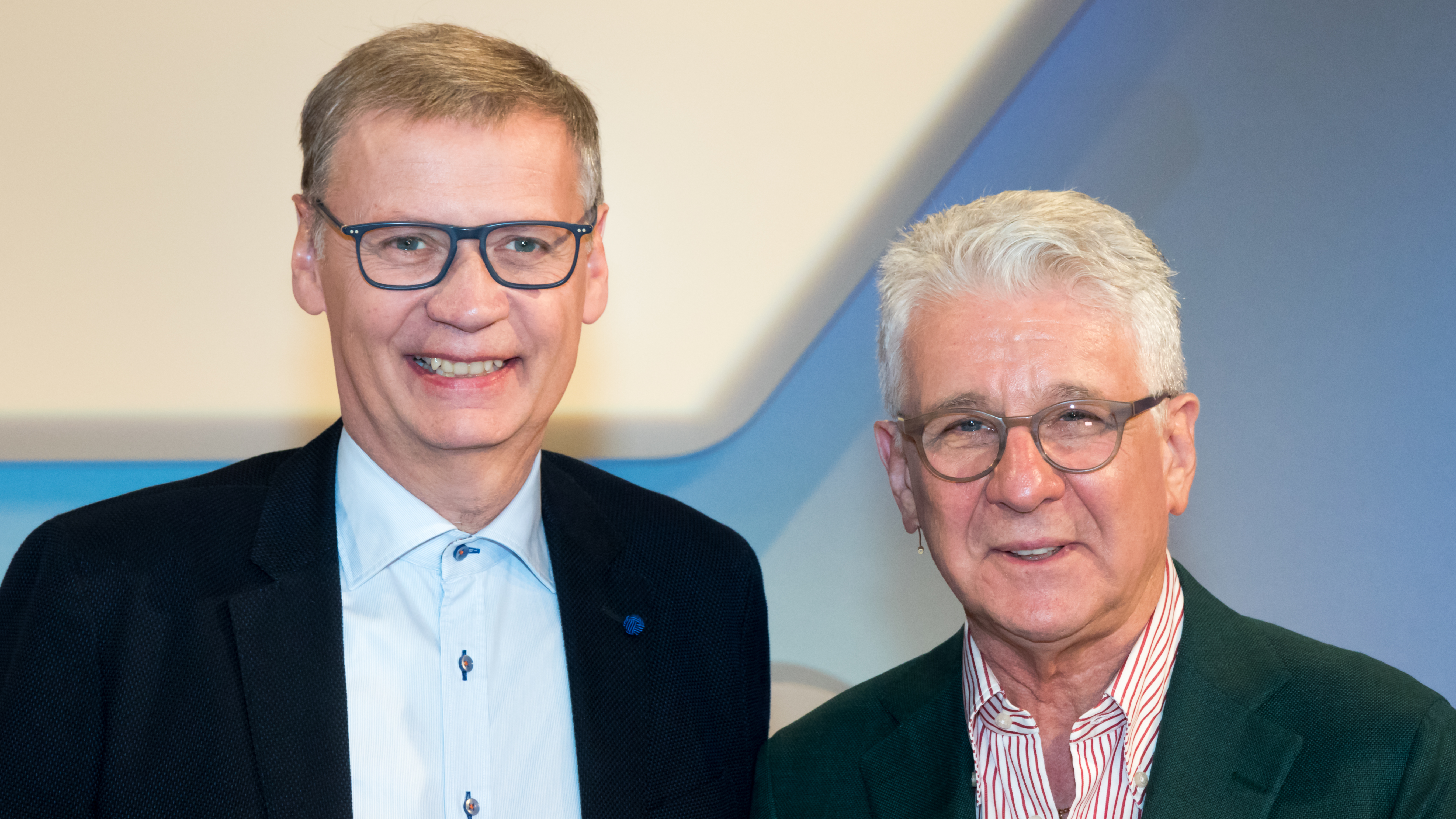
Günther Jauch (l.) und Marcel Reif (r.) bei Maischberger (2019)

Bekannt und legendär ist seine Moderation mit Günther Jauch vom «Torfall von Madrid» im Champions-League-Halbfinal-Spiel Real Madrid gegen Borussia Dortmund am 1. April 1998 in Madrid. Der Spielbeginn verzögerte sich um 76 Minuten, da ein Aluminium-Tor abgebrochen und umgefallen war und im Ganzen ersetzt werden musste. Die völlig überraschende und in ihrer Dauer unabsehbare Wartezeit überbrückten die beiden mit Anekdoten und bildhaften Beschreibungen. Zitat: «Noch nie hätte ein Tor einem Spiel so gut getan wie heute.» und «Für all diejenigen, die erst später eingeschaltet haben: Das erste Tor ist schon gefallen.» Reif und Jauch wurden 1998 für diese improvisierte Moderation mit dem Bayerischen Fernsehpreis ausgezeichnet.

### Lehrbeauftragter, Auszeichnungen
Von 1995 bis 2002 war er Lehrbeauftragter an den Instituten für Publizistik der Deutschen Sporthochschule Köln und der Technischen Universität München. Reif bekam 2002 den Deutschen Fernsehpreis, 2003 den Adolf-Grimme-Preis für seine Berichterstattung von der Fussball-Weltmeisterschaft 2002 für den Fernsehsender Premiere, 2014 den Radio Regenbogen Award als Medienmann sowie 2015 den Kaiser-Augustus-Orden der Arbeitsgemeinschaft Trierer Karneval (ATK) für sein soziales Engagement in Afrika. 2025 wurde ihm der Bayerische Verdienstorden verliehen.

### Weitere Engagements und Auftritte
Reif begegnete Berthold Beitz, dem Retter seines Vaters, einige Jahre vor dessen Tod ein einziges Mal, nachdem er zuvor schriftlich Kontakt zu ihm aufgenommen hatte. Als Beitz im Juli 2013 – kurz vor seinem 100. Geburtstag – auf Sylt starb, urlaubte Reif zufällig in einem Nachbarhaus. Reif schrieb einen Nachruf auf Beitz im Spiegel.
Seit 2012 tritt Reif in der ZDF-Quizsendung Der Quiz-Champion als Experte für die Kategorie Sport an. Im Juni 2010 trat Reif in der Arte-Fernsehsendung Durch die Nacht mit … auf, in der er gemeinsam mit dem Sportjournalisten Robert Marawa die Stadt Johannesburg besuchte, in jenem Jahr, in dem in Südafrika die Fußball-Weltmeisterschaft 2010 stattfand.
Am 28. Februar 2015 wurde Reif vor dem Revierderby in Dortmund auf dem Weg zum Stadion von einzelnen BVB-Fans attackiert, die seinen Wagen umringten, schüttelten und ihn bedrohten. Reifs Verhältnis zum Dortmunder Fanlager galt seinerzeit als schwierig. Nachdem die Polizei eingegriffen hatte, konnte Reif unverletzt und ohne weitere Schäden mit seiner Frau ins Stadion fahren. Beim anschließenden Champions-League-Achtelfinalspiel des BVB gegen Juventus Turin am 18. März 2015 wurde auf der Dortmunder Südtribüne eine Choreografie des Champions-League-Endspiels 1997 mit Reifs legendärem Kommentar „Ricken... lupfen jetzt... jaaaaaaaaaa!!“ gezeigt. Dies wurde vielfach als Versöhnung der Dortmunder Ultraszene mit Reif aufgefasst.
2016 wurde Reif Mitglied des «Teufelsrats», eines Beratergremiums des 1. FC Kaiserslautern. Seit 2017 ist er Mitglied des Kuratoriums der DFL Stiftung. 2019 wurde er zum Vorsitzenden des Kuratoriums ernannt.

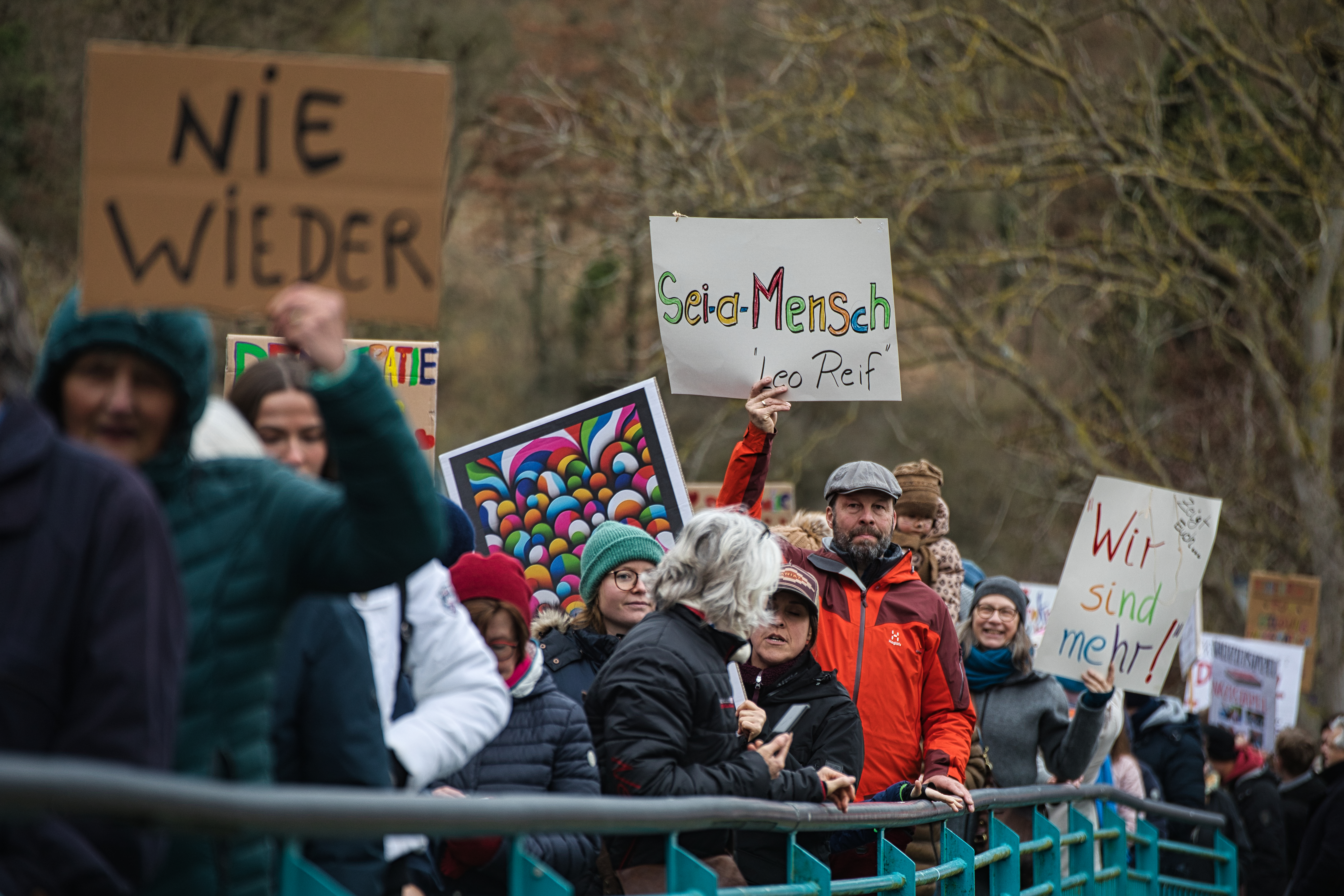
Schild mit dem Ausspruch „Sei-a-Mensch (Leo Reif)“ bei einer Demonstration gegen Rechts in Weikersheim (2024)

2019 hatte er einen Gastauftritt in der Comedy-Fernsehserie jerks., wo er sich selbst spielte.
Am 31. Januar 2024 hielt Reif anlässlich der Gedenkstunde zum Tag des Gedenkens an die Opfer des Nationalsozialismus eine Rede im Deutschen Bundestag. Dabei zitierte er einen Ausspruch seines Vaters: «Sej a Mensch!» Für diese Rede wurde ihm im August 2024 der Deutsche Rednerpreis verliehen.

### Privates
Reif zog 1997 in die Schweiz, dort wohnte er rund 25 Jahre in Rüschlikon in der Nähe von Zürich. 2013 erhielt er die Schweizer Staatsbürgerschaft, seine deutsche Staatsangehörigkeit gab er auf: «Für mich war schnell klar: Wenn ich Schweizer werde, dann richtig. Hier ist mein Lebensmittelpunkt, von hier will ich nie mehr weg.» Heute lebt er in München.
Mit seiner ersten Frau Ria hat er einen Sohn. In zweiter Ehe war Reif von 1999 bis 2006 mit der 21 Jahre jüngeren Schweizer Sportredaktorin Sandra Weder verheiratet und hat mit ihr zwei Söhne. Seit April 2010 ist er in dritter Ehe mit der Münchner Medizinprofessorin Marion Kiechle verheiratet, die 2018 kurzzeitig Bayerische Staatsministerin für Wissenschaft und Kunst war.

## Kritik
Im Januar 2021 warfen ihm Kritiker in den sozialen Netzwerken einen Aufruf zu Gewalt vor. Bezüglich möglicher Konsequenzen für den Schweizer Fussballspieler Breel Embolo, der zuvor gegen landesweit geltende Corona-Bestimmungen verstossen hatte, vermutete Reif, dass er in der Kabine von seinen Mitspielern zum Beispiel eine «kleine Abreibung», auch in Form von «nonverbalen Mitteln», erhalten könnte. Reif wies Kritik an seinen Aussagen zurück.

Marcel Reif während der Verleihung des Courage-Ordens im hessischen Bürstadt (2025)

## Schriften
- Aus spitzem Winkel. Fußballreporter aus Leidenschaft (mit Christoph Biermann). Kiepenheuer & Witsch, Köln 2004, ISBN 3-462-03373-5 (Biografie).
- Tor! Gol! Goal! Die große Welt des Fußballs (mit Corinna Harder und Andreas Richter). Moses, Kempen 2006, ISBN 3-89777-285-X.
- Das Bundesliga Buch (mit Jessica Kastrop). Vorwort von Franz Beckenbauer. TeNeues, Kempen 2013, ISBN 978-3-8327-9738-6.
- Nachspielzeit – ein Leben mit dem Fußball (mit Holger Gertz). Kiepenheuer & Witsch, Köln 2017, ISBN 978-3-462-05015-8.